# Байраківський заказник
Байраківський — один з об'єктів природно-заповідного фонду Полтавської області, ландшафтний заказник місцевого значення.

## Розташування

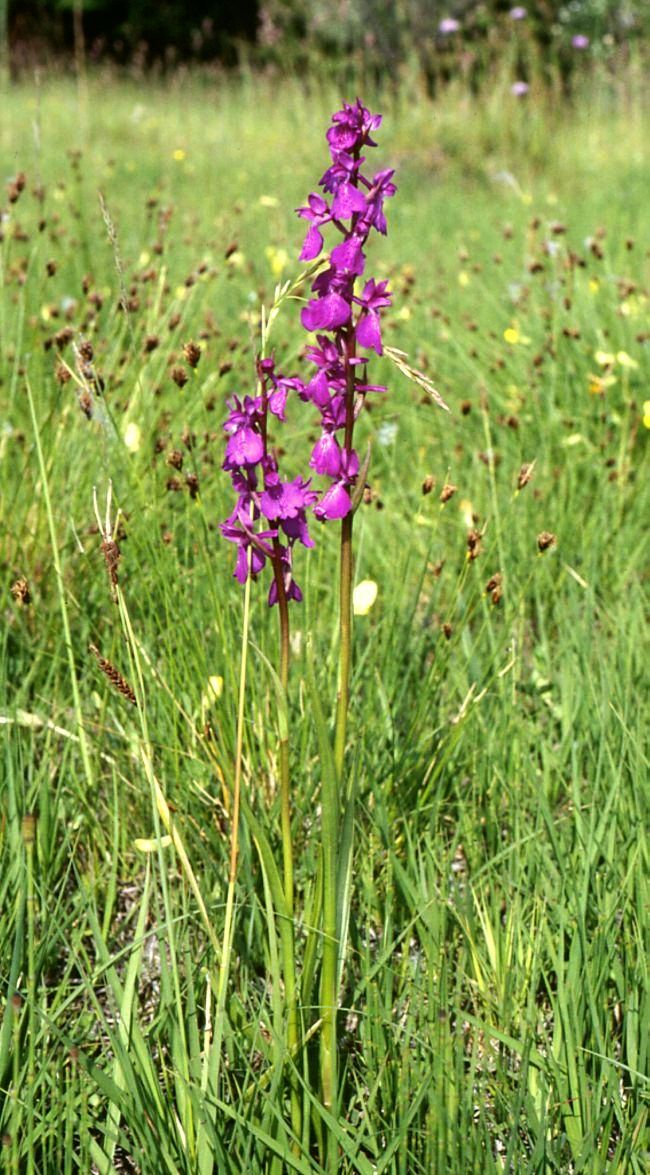
Зозулинець болотний

Заказник розташований у Великобагачанському районі, Полтавської області, на лівому березі річки Псел між селищем Велика Багачка та селами Затон і Байрак. Перебуває під охороною Великобагачанської селищної ради — 642,5 га і ТОВ «Багачанське» — 127,5 га.

## Історія
Ландшафтний заказник місцевого значення «Байраківський» був оголошений рішенням двадцять другої сесії Полтавської обласної ради народних депутатів п'ятого скликання від 28 серпня 2009 року.

## Мета
Мета створення заказника — подальше поліпшення заповідної справи в Полтавській області, збереження цінних природних, ландшафтних комплексів, об'єктів тваринного і рослинного світу.

## Значення
Ландшафтний заказник місцевого значення «Байраківський» має особливе природоохоронне, наукове, естетичне та пізнавальне значення. Є цінним зразком заплавних ландшафтів.

## Загальна характеристика
Загальна площа ландшафтного заказника місцевого значення «Байраківський» становить 770,0 га. Заказник являє собою типовий природний заплавний комплекс. Включає в себе різноманітні луки (справжні, остепнені), численні затоки та старичні озера, вільховий ліс.

## Флора
Рослинний світ заказника включає цілий ряд регіонально рідкісних і червонокнижних видів рослин. На справжніх луках ростуть численні популяції червонокнижних косариків тонких. Тут же можна зустріти рідкісну на Полтавщині рослину — шолудивник пухнасто-квітковий. У водних ценозах виявлена масово рідкісна папороть — сальвінія плаваюча, а навколо заболочених ділянок — популяція лучно-болотної орхідеї — зозулинця болотного.